# Мовиква (Илиноис)
Мовиква (енгл. Moweaqua) град је у америчкој савезној држави Илиноис.

## Демографија
По попису из 2010. године број становника је 1.831, што је 92 (-4,8%) становника мање него 2000. године.
|                   | 2010.          | 2000.          |
| Укупно            | 1 831 (100,0%) | 1 923 (100,0%) |
| Белци             | 1 786 (97,54%) | 1 900 (98,80%) |
| Остали            | 19 (1,038%)    | 7 (0,364%)     |
| Хиспаноамериканци | 18 (0,983%)    | 11 (0,572%)    |
| Афроамериканци    | 5 (0,273%)     | 0 (0,000%)     |
| Азијати           | 3 (0,164%)     | 5 (0,260%)     |